# Awilda Carbia
Awilda Carbia (San Juan, 30 januari 1938 – 22 maart 2009) was een Puerto Ricaanse actrice, comédienne en imitator.
Awilda Carbia begon al te acteren toen zij 7 jaar was. In de jaren 1960 trad zij als comédienne op in verschillende tv-shows, zoals Rendezvous Nocturno, El Show del Mediodía, de The Mid-day Show en in een aantal sitcoms. Later kreeg zij haar eigen tv-show op Telemundo, El Show de las 12. Zij speelde mee in diverse televisieseries in Puerto Rico. Met haar concertshow "Desconciertos" trad zij daar op in diverse theaters. Vanaf de jaren 1990 had zij rollen in verschillende musicals en theaterproducties. Zij trad ook op in een aantal films. Awilda Carbia stierf in maart 2009 aan een longontsteking.

## Overleden
Op 22 maart 2009 overleed Awilda Carbia aan een longontsteking in het Presbyteriaans ziekenhuis in San Juan, Puerto Rico.
- Library of Congress Control Number: no2009060480
- Virtual International Authority File: 86377713
- WorldCat: E39PBJcKG9XCfbWGDx7mgrt7pP